# Thyrfing
A Thyrfing svéd viking-metal együttes. 1995-ben alakultak meg Stockholmban. Első nagylemezüket 1998-ban adták ki. A Thyrfing fő témája az északi mitológia (maga az együttes is egy mitológiában szereplő kardról kapta a nevét). Főleg svéd nyelven énekelnek, de angol nyelvű dalaik is akadnak. Lemezeiket a Regain Records kiadó jelenteti meg. A "kard" téma a logójukon is meglátszik. Szövegeik témái: vikingek, az élet sötét oldala (később), germán mitológia (korábban).

## Tagok
- Jens Rydén - ének (2007-), billentyűk, szintetizátorok (2014-)
- Patrik Lindgren - gitár (1995-)
- Fredrik Hernborg - gitár (2008-)
- Joakim Kristensson - basszusgitár (2012-), dobok (1995-2012), ének (1995-1996)
- Dennis Ekdahl - dobok (2012-)

## Diszkográfia
Stúdióalbumok
- Thyrfing (1998)
- Valdr Galga (1999)
- Urkraft (2000)
- Vansinnesvisor (2002)
- Farsotstider (2005)
- Hels Vite (2008)
- De Ödeslösa (2013)
- Vanagandr (2021)

Válogatáslemezek
- Hednaland (1999)

Demók
- Solen svartnar (1995)
- Hednaland (1996)